# Fabrizio De André in concerto volume II
Fabrizio De André in concerto volume II è un album dal vivo del cantautore italiano Fabrizio De André, pubblicato nel 2001.

## Descrizione
L'album è il secondo volume dell'edizione in formato CD dell'album video Fabrizio De André in concerto del 1999. È stato ricavato dalle registrazioni degli spettacoli tenuti dal cantautore il 13 e il 14 febbraio 1998 presso il Teatro Brancaccio di Roma. Fanno eccezione le versioni dal vivo di La domenica delle salme e Don Raffaè, tratte dall'album 1991 concerti, che sostituiscono per numero i brani Nel bene e nel male e Invincibili eseguiti da Cristiano De André.

## Tracce
1. Jamin-a – 4:28
2. Le acciughe fanno il pallone – 4:47
3. La domenica delle salme – 6:46
4. Disamistade – 5:13
5. Fiume Sand Creek – 4:24
6. Sidún – 5:41
7. Anime salve – 5:46 – con Cristiano De André
8. Don Raffaè – 4:25
9. Ho visto Nina volare – 4:00
10. Â cúmba – 3:59 – con Cristiano De André
11. Bocca di Rosa – 4:32
12. Smisurata preghiera – 7:53